# 리투아니아 독립법

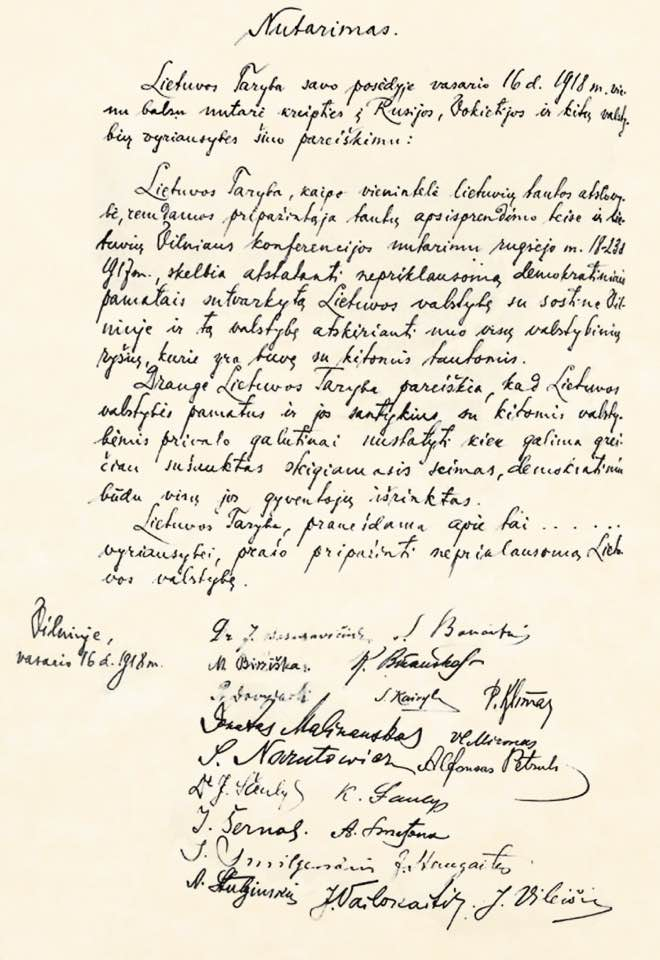

리투아니아 독립법(리투아니아어: Lietuvos Nepriklausomybės Aktas) 또는 2월 16일 법, 리투아니아 독립 결의안(리투아니아어: Lietuvos Nepriklausomybės Nutarimas)은 1918년 2월 16일 리투아니아 의회에서 서명되었다. 빌니우스를 수도로 하는 민주주의 원칙에 따라 통치되는 독립 리투아니아 국가의 복원을 선언한다. 이 법안은 요나스 바사나비치우스가 의장을 맡은 위원회의 대표 20명 전원이 서명했다. 2월 16일 법안은 빌니우스 회의에서 발표된 결의안과 1월 8일 법안을 포함하여 이 문제에 대한 일련의 결의안의 결과였다. 이 법안이 통과되기까지의 과정은 길고 복잡했다. 의회는 리투아니아에 주둔한 독일군과 리투아니아 국민의 요구 사이에서 신중하게 움직여야 했다.
리투아니아의 독립 재개 발표로 인한 즉각적인 효과는 제한적이었다. 이 법의 출판은 독일 당국에 의해 금지되었으며, 텍스트는 불법적으로 배포 및 인쇄되었다. 의회의 활동은 방해를 받았고 독일은 리투아니아를 계속 통제했다. 상황은 1918년 가을 독일이 제1차 세계 대전에서 패한 후에야 바뀌었다. 1918년 11월 리투아니아 최초의 내각이 구성되었고 리투아니아 평의회가 리투아니아 영토에 대한 통제권을 얻었다. 독립 리투아니아는 곧 독립 전쟁을 치르게 되었지만 현실이 되었다.
이 간결한 법은 전간기와 1990년 이후 현대 리투아니아의 존재를 위한 법적 기반이다. 이 법은 리투아니아의 모든 헌법이 여전히 따르고 있는 기본 헌법 원칙을 공식화했다. 이 법 자체는 1990년 리투아니아의 재건의 기초가 되는 핵심 요소였다. 소련에서 탈퇴한 리투아니아는 단순히 세계 대전 사이에 존재했던 독립 국가를 재수립하는 것일 뿐임을 강조했으며, 이 법은 결코 법적 권한을 잃지 않았다.

## 같이 보기
- 리투아니아 왕국 (1918년)
- 리투아니아 국가재건법